# Jan Anderson (politiker)
Jan Anderson, född 21 september 1831 i Karbennings församling, Västmanlands län, död där 24 februari 1883, var en svensk hemmansägare och riksdagsman.
Anderson var hemmansägare i Hälla i Västmanland. Han var ledamot av riksdagens andra kammare.